# Bethune (Colorado)
Pour les articles homonymes, voir Bethune.
Bethune est une ville américaine située dans le comté de Kit Carson dans le Colorado.
Selon le recensement de 2010, Bethune compte 237 habitants. La municipalité s'étend sur 0,16 milles carrés (0,41 km2).

## Démographie
| 1930 | 1940 | 1950 | 1960 | 1970 | 1980 |
| ---- | ---- | ---- | ---- | ---- | ---- |
| 97   | 79   | 71   | 70   | 99   | 149  |

| 1990 | 2000 | 2010 | - | - | - |
| ---- | ---- | ---- | - | - | - |
| 173  | 225  | 237  | - | - | - |